# Україна: українознавство і французьке культурне життя

Українознавчий збірник «Україна», Париж, 1951

«Україна: українознавство і французьке культурне життя» або скор.: «Україна» — неперіодичні збірники українознавства, котрі виходили в Парижі з 1947 року під назвою «Соборна Україна» (4 числа) і між роками 1949—1953 (10 чисел) під назвою «Україна», за редакцією Ілля Борщака (за фінансовою допомогою архієпископа Івана Бучка).

## Історія
У збірників переважали статті, присвячені історичній тематиці, зокрема історія французько-українських взаємин (серед іншими, нариси «Україна в Парижі» І. Борщака, ювілейні біографії і біографічно-наукові некрологи французьких і українських культурних діячів, «Орликіяна» тощо), документи і забуті сторінки, цінна бібліографія і спогади (Є. Бачинського, Бориса Крупницького, Домета Олянчина, Наталії Дмитрівної Полонської, Юрія Тищенка). Збірники визначалися тим, що містили ніде недруковані статті й матеріали з усіх ділянок українознавства за участю видатних українських науковців.
Постійні відділи: — Документи — Забуті сторінки — Про згаслих — Науково-культурна хроніка — Наші відгуки — Огляд і рецензії — Україніка.
До характеристики цього видання варто додати, що київський учений І. Забіяка, ретельно проаналізувавши всі випуски, уклав і видав 2000 року хронологічний покажчик основних публікацій «України» в контексті українознавства і французького культурного життя. В передмові до нього укладач зазначив необхідність перевидання цього часопису репринтним способом для українських дослідників.